# 昼めし旅 〜あなたのご飯見せてください!〜
『昼めし旅 〜あなたのご飯見せてください!〜』（ひるめしたび 〜あなたのごはんみせてください!〜）は、テレビ東京で2014年2月24日から平日昼に放送されている情報・旅番組。開始当初から2月28日までの1週間は『昼めし散歩』の番組名で放送され、2ヶ月間の休止期間を挟んだ同年5月19日からは現在のタイトルに改めて放送されている。

## 概要
毎日食べる「ご飯」、特に「昼めし」（昼食）に注目し紹介。
ニッポンの「リアルなご飯」にスポットを当て、「あなたのご飯見せて下さい」を合い言葉に「昼めし旅」を敢行する。
オープニングテーマはベン・E・キングの「スタンド・バイ・ミー」を、CM前のジングルはビートルズの「マジカル・ミステリー・ツアー」（歌唱なし）をそれぞれ使用。
時には観光スポット、時には田舎、そして地元の駅前や商店街など、芸能人や番組スタッフがさまざまな場所へ旅をしながら、その土地ならではのお昼ご飯や人気店、魅力的なご飯をアポ無し取材を経て紹介する。
2018年ごろからご飯を見せてもらった所には、番組のステッカー（シール）と箸をプレゼントしている。
本番組の本編は主に2つのコーナーで構成されており、最初のコーナーでは、芸能人のレポーターが地域を巡り、アポ無しで食卓（昼食や夕食）を調査する「ご飯調査」。次のコーナーでは最初に紹介した地域とは別の地域で働く人々の昼飯をそれにまつわるエピソードを交えて紹介。レポーターはADやディレクター等の制作スタッフが務めている。放送回によってはコーナーの順序が逆になり、1つの地域だけで構成する場合もある。
2016年10月までは番組の最後に、主に東京都区部内の料理店のまかない昼飯「おやじ飯」のレシピを紹介していた。2015年10月にはこのコーナーが書籍化もされた。2016年10月31日放送回から、1分程度の動画で料理レシピを紹介する「昼めしキッチン」のコーナーに変更。ナレーションは山口もえが担当していたが、産休のため一時コーナーが休止になった。2017年5月22日放送回からリニューアルし、後任のナレーションに渡辺直美が就任。その後2018年3月30日放送回をもって終了となった。
2020年1月14日以降、30分 - 1時間程度放送枠を拡大しての放送が常態化している。その為、1時間で放送されることは少なくなり、実質的には90分 - 2時間番組となっている。前半の1時間は本編として新作を放送しているが、後半の拡大部分に関しては過去に放送されたものの再放送となっている。
2020年からは新型コロナウイルス感染症拡大防止の観点もあり、事前に連絡済み（アポ済み）の状態でレポーターが主に飲食店や農家、事業所などに訪れ“まかない”や昼食を紹介している。
2022年10月改編で放送時間を12:00 - 13:40に変更された。
祝日は新作は放送休止となるが、『昼めし旅予習復習SP』として再放送や再編集版が放送される場合もある。なお、『 - 予習復習SP』は通常編成の無い土曜日や日曜日の昼に不定期で放送されている。

## 出演者
1本目のコーナーは、毎回、様々な芸能人が1人ずつレポーターとして「ご飯調査」に出演。
2本目のコーナーは、ADやディレクター等のスタッフがレポーターとして出演。

## アイキャッチ
テレビ東京ローカルの放送で主に数回程度、本編中のCM前にアイキャッチを流しており、その日の放送を担当するナレーターが声を当てている。放送される内容は次の通り。
- 昼めし旅グッズ[6] - 番組オリジナルグッズの販売告知。2020年後期より使用中。背景色は緑。
- 手洗い月間 - 2020年4月から2022年頃まで使用。これは当時、新型コロナウイルス感染症の流行という社会状況を鑑み、感染予防のため、帰宅後と食前の手洗いを呼びかける目的[7]として製作された。内容は、祖母と孫が手を洗う絵に「手洗い月間」の文字が添えられた一枚画で、背景色は赤。

## ネット局と放送時間
| 放送対象地域 | 放送局                   | 系列           | 放送時間                  | ネット状況 | 脚注   |
| ------------ | ------------------------ | -------------- | ------------------------- | ---------- | ------ |
| 関東広域圏   | テレビ東京（TX）         | テレビ東京系列 | 平日 12:00 - 13:40        | 制作局     |        |
| 秋田県       | 秋田放送（ABS）          | 日本テレビ系列 | 月曜 10:55 - 11:25        | 遅れネット | [ 8 ]  |
| 福島県       | 福島テレビ（FTV）        | フジテレビ系列 | 金曜 15:15 - 15:45        | 遅れネット | [ 9 ]  |
| 新潟県       | NST新潟総合テレビ（NST） | フジテレビ系列 | 月曜 - 木曜 13:50 - 14:20 | 遅れネット | [ 11 ] |
| 愛媛県       | あいテレビ（itv）        | TBS系列        | 月曜 - 木曜 11:00 - 11:30 | 遅れネット | [ 12 ] |
| 大分県       | 大分放送（OBS）          | TBS系列        | 土曜 17:00 - 17:30        | 遅れネット | [ 13 ] |
| 滋賀県       | びわ湖放送（BBC）        | 独立局         | 月曜 12:00 - 12:55        | 遅れネット |        |
| 奈良県       | 奈良テレビ（TVN）        | 独立局         | 平日 15:00 - 15:30        | 遅れネット | [ 14 ] |
| 日本全域     | BSテレ東                 | BSデジタル放送 | 水曜 19:00 - 20:00        | 遅れネット | [ 16 ] |

### 過去のネット局
| 放送地域       | 放送局                | 系列           | 放送時間                  | ネット状況 | 備考                                              |
| -------------- | --------------------- | -------------- | ------------------------- | ---------- | ------------------------------------------------- |
| 北海道         | テレビ北海道（TVh）   | テレビ東京系列 | 平日 12:00 - 12:30        | 遅れネット | 2022年4月1日で打ち切り                            |
| 愛知県         | テレビ愛知（TVA）     | テレビ東京系列 | 月曜 - 木曜 12:00 - 12:30 | 遅れネット | 2021年4月29日で打ち切り                           |
| 大阪府         | テレビ大阪（TVO）     | テレビ東京系列 | 平日 15:54 - 16:24        | 遅れネット | 2016年10月4日 - 2018年3月29日の間ネット           |
| 岡山県・香川県 | テレビせとうち（TSC） | テレビ東京系列 | 月曜 15:55 - 16:54        | 遅れネット | 2023年9月で打ち切り                               |
| 福岡県         | TVQ九州放送（TVQ）    | テレビ東京系列 | 日曜 14:24 - 14:54        | 遅れネット | 2024年4月28日で打ち切り                           |
| 広島県         | 広島テレビ（HTV）     | 日本テレビ系列 | 月曜 - 木曜 10:25 - 10:55 | 遅れネット | 2016年4月4日から2024年3月28日までネット           |
| 山形県         | 山形テレビ（YTS）     | テレビ朝日系列 | 月曜 13:55 - 14:55        | 遅れネット | 2020年3月で打ち切り                               |
| 宮城県         | 東北放送（tbc）       | TBS系列        | 土曜 10:55 - 11:25        | 遅れネット | 2019年1月で打ち切り                               |
| 福島県         | テレビユー福島（TUF） | TBS系列        | 水曜 16:19 - 16:50        | 遅れネット | 2021年3月で打ち切り                               |
| 山梨県         | テレビ山梨（UTY）     | TBS系列        | 平日 14:54 - 15:50        | 遅れネット | [ 28 ]                                            |
| 石川県         | 北陸放送（MRO）       | TBS系列        | 木曜 9:55 - 10:30         | 遅れネット | 2017年3月以降は不定期放送に移行（主に土日に放送） |
| 長崎県         | 長崎放送（NBC）       | TBS系列        | 平日 13:55 - 14:55        | 遅れネット | 2016年3月で打ち切り                               |
| 鹿児島県       | 南日本放送（MBC）     | TBS系列        | 水曜 14:00 - 15:00        | 遅れネット | 2016年9月で打ち切り                               |
| 秋田県         | 秋田テレビ（AKT）     | フジテレビ系列 | 木曜 16:20 - 16:50        | 遅れネット | 2017年9月で打ち切り                               |
| 富山県         | 富山テレビ（BBT）     | フジテレビ系列 | 月曜 14:24 - 14:50        | 遅れネット | 2024年3月25日で打ち切り                           |

### ネットに関する備考
- このほか青森テレビ（ATV）をはじめ、地元が関わる回を中心に不定期で放送する局がある。
  - 『男子ごはん』に出演している国分太一のコンプライアンス違反発表を受け、『男子ごはん』のネット局の中には2025年6月以降、本番組を単発で放送したり、『男子ごはん』を打ち切った上で本番組のレギュラー放送を開始した局がある。
- かつてはテレビ東京系列局5局でも放送されていたが、2024年3月にTVQ九州放送が遅れネットを打ち切ったため、2024年4月以降はテレビ東京と他系列局のみでの放送となっている。
- 日もしくは週によっては『昼めし旅 〜あなたのご飯見せてください!〜 スペシャル』として、後続の再放送枠『ランチセレクション』（12:40 - 13:35）も統合した上で、最大13:35まで拡大して放送される（そのままステブレレスで後続の『午後のエンターテインメント』[32]に接続。ただし後続の番組編成[33]により異なる場合もある）。SP版放送時は最新回のほか、過去放送回の再編集版が放送される場合もる。なお、2019年現在はこの編成が多くなっている。
  - 2019年12月11 - 20日は『ランチセレクション』枠で『忘却のサチコ』の再放送[34]（1話40分、12:55 - 13:35）[35]のため、15分のみ拡大して放送。
- 特別編成（スポーツ中継、報道特別番組、その他特別番組）により放送が休止となる場合がある。祝日は放送休止（『昼めし旅予習復習SP』として放送される場合がある）。
  - 2017年5月31日 - 6月2日は『世界卓球×全仏テニスダイジェスト』放送のため休止となった。
  - 2018年2月19日は『ピョンチャンオリンピック2018・フリースタイルスキー女子ハーフパイプ予選』放送延長のため、休止となった[36]。
  - 2020年12月15日は『第75回全米女子オープンハイライト 大健闘4位! 渋野日向子』[37]を急遽編成したため休止となった。
  - 2021年7月29日・8月4日は『東京オリンピック』放送のため休止となった。
  - テレビ東京系列で放送される番組（月曜プレミア8、月曜10時枠ドラマ、金曜8時のドラマ、土曜スペシャル、日曜ビッグバラエティなど）の番宣のため「予習復習SP」と題した特別再放送により『ランチセレクション』枠を拡大するため、休止となる場合もある。
- 祝日の放送休止時、または週末などに不定期で『昼めし旅 予習復習スペシャル』として、過去放送分がアンコール放送されることがある。
  - 2020年3月29日は16:00 - 17:15に、静岡県磐田市でロケをした回を再放送[38]。本来は『K-1 WORLD GP 2020 JAPAN 〜K'FESTA.3〜』（2020年3月22日にさいたまスーパーアリーナで開催）を録画放送する予定だったが、新型コロナウイルスによる一連の影響により、番組を差し替えて放送した[39]。
- 2019年11月6日は『卓球ワールドカップ団体戦 2019TOKYO』中継放送のため、3時間遅れの14:40 - 15:40に繰り下げて放送された。

## 昼めし旅SP
『昼めし旅SP』（ひるめしたびスペシャル）は2014年12月30日から不定期に放送されている、昼めし旅のスペシャル版である。
通常版がオールロケーション番組なのに対し、『昼めし旅SP』は通常版同様のロケパートに加えて、田中直樹（ココリコ）が司会を務めるスタジオパートも存在する。
第8回は『こんなところで昼めし旅＠競輪場』のコーナーのみ生放送で実施するが、生放送パートには田中は出演せず、土田晃之と竹﨑由佳（テレビ東京アナウンサー）がMCを務めた。また、同コーナー内で第64回オールスター競輪（G1）中継が内包された。

### 出演者
職業記載の無い人物は、出演時点でテレビ東京アナウンサー。
司会者
- 田中直樹（ココリコ）

女性司会者
- 第1回：木佐彩子（フリーアナウンサー）
- 第2 - 4回：狩野恵里
- 第5・7回：繁田美貴
- 第6回：松丸友紀
- 第8回：不在

スタジオゲスト・レポーター
- 後述

### 各回の放送概要
| 回 | 放送年月日     | 放送時間（JST）    | タイトル                                                                                             | スタジオゲスト                                            | レポーター                                                                                 | 備考 |
| -- | -------------- | ------------------ | --- | --------------------------------------------------------- | ------------------------------------------------------------------------------------------ | --- |
| 1  | 2014年12月30日 | 火曜 12:00 - 13:55 | 全国昼めし旅 〜おらが村の昼めしグランプリ〜                                                          | 萬田久子 天野ひろゆき（キャイ〜ン） 安めぐみ              | 梅沢富美男 石井一久 増田英彦（ますだおかだ） 吉木りさ 桂三度 酒井敏也 堤下敦（インパルス） | |
| 2  | 2015年5月16日  | 土曜 16:00 - 17:15 | 全国昼めし旅 〜おらが村の昼めしグランプリ!2〜                                                        | 萬田久子 天野ひろゆき（キャイ〜ン） 山口もえ              | ヒデ（ペナルティ） 浅田舞 渡部陽一 具志堅用高 中村昌也                                     | 『サタデープレゼント』枠で放送。 |
| 3  | 2015年10月17日 | 土曜 18:30 - 19:54 | 昼めし旅SP 全国のごちそう島を直撃!「あなたのご飯見せて下さい」おらが村の田舎めしグランプリ!3         | 萬田久子 草野仁 伊集院光                                  | 具志堅用高 伊吹吾郎 しずちゃん（南海キャンディーズ） スギちゃん                            | 『土曜スペシャル』枠で放送。 |
| 4  | 2016年6月4日   | 土曜 18:30 - 19:54 | 昼めし旅SP「あなたのご飯見せて下さい」 仰天!おらが村の田舎めしグランプリ5                            | 萬田久子 草野仁 藤本美貴                                  | 間寛平 長州力 亀田興毅 原西孝幸（FUJIWARA）                                                | 『土曜スペシャル』枠で放送。 |
| 5  | 2016年10月22日 | 土曜 18:30 - 19:54 | 昼めし旅〜あなたのご飯見せて下さい〜 「ニッポン究極の秋ごはん」を探せ!!おらが村の田舎めしグランプリ6 | 萬田久子 鈴木明子 山口もえ 吉村崇（平成ノブシコブシ）     | IMALU デヴィ・スカルノ 間寛平 武井壮                                                       | 『土曜スペシャル』枠で放送。 |
| 6  | 2017年1月14日  | 土曜 18:30 - 19:54 | 昼めし旅SP 寒ブリvsカキvsふぐハタハタ…究極!冬のごちそうグランプリ!                                   | 萬田久子 小出恵介 臼田あさ美 \|吉村崇（平成ノブシコブシ） | デヴィ・スカルノ 梅沢富美男 ジミー大西 滝沢カレン                                          | 『土曜スペシャル』枠で放送。 |
| 7  | 2019年1月4日   | 金曜 11:40 - 13:35 | 昼めし旅 新春開運SP 〜全国の豪華雑煮グランプリを決定!〜                                              | 萬田久子 尾上松也                                         | 渡辺正行 宍戸開 間寛平 具志堅用高 鈴木亜美 村雨辰剛                                        | |
| 8  | 2021年8月15日  | 日曜 18:30 - 21:54 | 昼めし旅SP 〜離島&田舎で大発見!夏のごちそうグランプリ〜                                              | 萬田久子 IKKO 山口もえ                                    | 具志堅用高 宍戸開 照英 手塚とおる 藤岡弘、 渡辺正行                                        | 『日曜ビッグバラエティ』枠で放送。20:00 - 20:50は生放送コーナーとして『こんなところで昼めし旅＠競輪場〜第64回オールスター競輪（G1）〜』を放送このコーナーでは司会の田中を始めとする収録パートの出演者は登場せず、コーナーMCは土田晃之・竹﨑由佳（テレビ東京アナウンサー）、ゲストは村上佳菜子、野呂佳代。 |

## スタッフ
- ナレーター：高川裕也、つぶやきシロー、坂口哲夫、渡部陽一[49]、福田彩乃[49]、秀島史香
- 構成
  - （月 - 金）：西田哲也
  - （月）：荘所哲也
  - （火・金）：小高弘嗣
  - （水）：キシモトジュン太
  - （木）：北原アプー
- 編集：
  - （月）：加藤駿、滝江航平、佐藤敦哉、矢野遥、関口晴央
  - （火）：井出慧、赤井智春、村上愛
  - （水）：有泉尚
  - （木Or金・各曜日1名担当）：葛西耕介、新田昌志（新田→以前は木・金曜担当）、宮地栞（宮地→以前は木曜担当）、土谷昴生、茂木雅人、佐々木有紀、高見澤彩夏、安田裕禎、庄司玲音、北浦美夫
- MA
  - （月 - 水）：吉田達矢
  - （月）：長瀬貴広、鈴木公祥
  - （木・金）：イトルベ・セバスチャン
  - （金）：林美蘭、加々見信吾
- 音効：クォンジノ
- タイトルCG：山口剛史（アレックス）
- 技術協力：港家、D☆Dファクトリー、麻布プラザ、turn up、コールツプロダクション、Rays Studio（株式会社BRAISE）、MABU、パワービジョン、キュー、テーク・ワン/オフィスユニオン、イメージランド、めんこいエンタープライズ、ポジティブワン、ヴイ・ビジョンスタジオ、DEEP、池田屋、テックサービス、フォーティーフォー、クロステレビビジョン、千代田ビデオ、道洋行、MABU
- AD
  - （月）：片倉茜、那須こころ、長谷川光、佐藤魁、加藤優明、中野大地、栗原朋也、佐藤杏音、服部龍太
  - （火）：内田豪、田島渚帆、山下瑞季
  - （水）：濱﨑美桜、宮下魁、茂木貴大
  - （木Or金・各曜日1名担当）：松尾莉奈、細川大、石川恵理南、田中優里、川畑萌々香
  - （不定期）：須藤真由子、大貫翔平、益子遥
- デスク：富里美雪
- AP：伊藤宏之
- AP
  - （月・水）：村田幸子（以前は月）、松原めぐみ、弘中葵
  - （木）：木村文香
- ディレクター
  - （月）：小川皓大（以前は月・火曜担当、不定期）、近藤翔太（水曜担当の回あり、一時離脱）、黒原竜二、河野拓馬（以前は月・火曜担当、一時離脱）、横田義人（以前は月曜AD）、木下太輔、中山健治、佐野雄亮、坂本侑哉、田島優（坂本→以前は月・火曜担当、一時離脱、田島→以前は毎週担当、一時離脱）、相場萌（以前はAD）
  - （不定期・月/水）：豊村奈緒美（以前は月曜担当）、熊谷真悟（以前は水曜担当）
  - （火）：須田康介、長田海里、名取克昌、藤田駿
  - （水）：畠山拓真、岩上武司（岩上→以前は月・火曜AD）、丸山将人、石塚学、石垣俊介、澤谷兼、高橋陽介、池田政紀、福冨一弘
  - （木Or金・各曜日1名担当）：大西生朗、山口阿子、鈴木賢一（山口→以前は木・金曜AD→木曜D→金曜D、鈴木→以前は水曜D）、栗崎圭悟、堀景輔、森下佳菜子、中田健士、新田祐士、岡田俊介、高柳大輔、佐藤祐基、茂木孝太、呉俊鐸
- プロデューサー
  - （不定期・月・火・木・金）：山崎圭介（以前は木・金曜→月・火曜P）
  - （不定期・月・火）：竹島博幸（担当しない回あり）、宮澤正徹
  - （月・水）：新井若菜（以前はディレクター）、神山友和（以前はディレクター→月・火曜P→月・水曜P）
  - （火）：高橋暁、内海雅
  - （水・木）：岩尾庄一郎、青田和大（以前は水→月・水、担当しない回あり）
  - （木・金）：三沢大助（担当しない回あり、以前は木・金→木曜P）、上山有貴子（上山→以前は木Or金・各曜日D）、武井陽介
- チーフプロデューサー：佐藤竜太
- 制作協力
  - （月 - 金）：吉本興業
  - （月・水・木）：WHOLEMAN（以前は月・火曜→月 - 水曜）、エヂカラ
  - （火）：T's
  - （金）：ウッドオフィス（以前は木・金曜→月・木・金曜担当）
- 製作・著作：テレビ東京

### 過去
- ナレーター：新居祐一、陰山真寿美、西村江太郎、阿座上洋平、佐藤唯、山口もえ[50]、渡辺直美[50]
- 構成：島（嶋）倉鉱（木、以前は火曜のみ→火 - 木曜）
- 編集：本多千波弥、仮野潔（交代制）（月）、石川雅彦、大野進、島田金治（交代制）（火）、名越義和（金、以前は木・金曜）
- MA：e-naスタジオ、メディア・リース
- 美術協力：テレビ東京アート
- キャスティング：田井中皓介、脇元皓輝、萩原雄一、西垣信二（この中から毎回1 - 2名担当）
- アシスタントディレクター（AD）
  - （月・火）：高倉亮平、川根章範、今野雄貴
  - （月）：佐藤雄豪（毎週）
  - （火）：馬原至、渡部歩夢、植村梨加
  - （水）：伊藤泰周、野口理恵子、仁科有貴、加来将太、髙島優佳（加来・髙島→毎週）、芝崎真寿美
  - （木）：中尾孝雄、坂根道紀
  - （木・金）：配藤麻衣、長谷川紘子、黒田祐理香、森崎友紀子、中垣賢人、齋藤直紀
  - （金）：白仁田恵理、佐藤梨奈、山﨑暁子、和久莉羅（佐藤・山﨑→交代制）
- デスク：小椋美沙、上野裕里安（上野→火）
- アシスタントプロデューサー（AP）：山下幸恵（以前はデスク→AP・デスク）、竹内美佳、樺島史織（水 - 金、以前は木・金曜担当）、山本桂子（水）、越山結希（木・金）
- ディレクター
  - （月 - 金）：柴田貴幸、浅川政樹、田尾佳久、石田直人
  - （月）：大谷真也
  - （月・火）：佐藤野枝、小野元照、武井陽介、高山伴花寿、日向健太、上野健
  - （火）：小関真未、相川武史、名取克昌、池浦正隆（担当しない回あり）
  - （水）：関口豊、金島豊、田村海、今井雄大、望月麻未、田中惇、山本裕典、阿部秀紀
  - （木）：高須賀奈月、小田本昂
  - （木・金）：中村健、井上康紀、山間一彦、巻島健一、嵯峨正樹、狩野正明
  - （金）：今井かす美、井山みきこ（井山→以前は木・金曜担当）、髙橋慎（担当しない回あり）
- プロデューサー：祖父江里奈（月・火）、富田晶子（月・水）、荻野和人（月 - 水、以前は月・火曜P）、木村加奈絵、青山海太（2人共→水）、永田浩一（水・木）、加藤正明、山下悟、佐藤義朗（佐藤→以前はAP→金曜P）（3人共→木・金）、神山祐人、重定菜子（重定→以前は水曜P）（金）、橋本元康（以前は月・火曜P→月・水曜P）
- チーフプロデューサー：斎藤勇、深谷守、澤井伸之（澤井→一時離脱→復帰）、岡田英吉（岡田→2019年7月1日-）、工藤里紗（工藤→以前は演出・プロデューサー）
- 制作協力：（水）テレビ東京制作、ジーリンク・スタジオ（以前は月 - 水曜MA担当）